# Atlassian
Atlassian Corporation je australská softwarová společnost, která je zaměřená na vývoj produktů pro řízení projektů, spolupráci, výměnu informací a vývoj software. Společnost Atlassian založili v roce 2002 Mike Cannon-Brookes a Scott Farquhar.
Atlassian má devět kanceláří v šesti zemích: Amsterdam, Austin, New York City, San Francisco a Mountain View, Kalifornie, Manila, Yokohama, Bangalore a Sydney. Atlassian má přes 6000 zaměstnanců, více než 130 000 zákazníků a miliony uživatelů.
V roce 2002 vydal Atlassian svůj první produkt Jira. V roce 2004 následovala Confluence.
V červenci 2010 Atlassian získal investici ve výši 60 milionů USD od Accel Partners. V červnu 2011 společnost Atlassian oznámila tržby ve výši 102 milionů USD, což je o 35 % více než v předchozím roce.
V roce 2014 provedl Atlassian restrukturalizaci a založila oficiálně společnost Atlassian Corporation se sídlem společnosti v Londýně v Anglii, nicméně skutečným sídlem je stále kancelář v Sydney.
V listopadu 2015 Atlassian oznámil tržby ve výši 320 milionů USD. 10. prosince 2015 společnost Atlassian vstoupila na akciový trh v burze cenných papírů NASDAQ pod označením TEAM. Hodnota akcií zvedla hodnotu společnosti na 4,37 miliardy USD. V březnu 2019 byla hodnota Atlassianu 26,6 miliardy USD.